# Thomas Mantérola
Thomas Mantérola (dit Diochet), né le 19 décembre 1927 à Ciboure (Basses-Pyrénées) et mort le 20 septembre 2013 à Lourdes, est un ancien joueur de rugby à XV et de rugby à XIII français. Il a joué en équipe de France et évoluait au poste de troisième ligne centre puis pilier droit ou gauche (1,80 m pour 84 kg). Il fut « interdit d'équipe de France en raison de son passé quinziste » et est  considéré comme le « meilleur pilier de l'époque ».
Son frère cadet Dominique Mantérola (né en 1929) joua quant à lui essentiellement au SC Mazamet, également comme pilier, club avec lequel il rencontra Thomas en finale du championnat de France et en demi-finale du challenge Yves du Manoir en 1958. Son fils, Bernard, joua au rugby à XIII pour le club d'Aussillon XIII. Son petit fils, Sébastien, jouant au rugby à XIII. 

## Carrière

### En club
- Avant 1945 Dax XIII[1]

- Jusqu'en 1945 : Saint-Jean-de-Luz OR (ville où il était jeune marin pêcheur, avec son frère)
- FC Lourdes (rejoint après sa rencontre avec Maurice Prat au service militaire)
- Stadoceste tarbais
- RC Toulon
- Saint-Girons SC

### En équipe nationale
Il a disputé son premier test match en équipe de France le 10 avril 1955 contre l'équipe d'Italie et le dernier le 19 mai 1957 contre l'équipe de Roumanie.

## Palmarès
- Championnat de France de première division :
  - Champion (6) : 1952, 1953, 1956, 1957, 1958 et 1960.
  - Vice-champion (1) : 1955
- Challenge Yves du Manoir :
  - Vainqueur (3) : 1953, 1954 et 1956.
- Coupe de France :
  - Vainqueur (2) : 1950 et 1951.

### En équipe nationale
- 2 sélections en équipe de France en 1955 et 1957